# مارسين تيبورا
مارسين تيبورا (بالبولندية: Marcin Tybura؛ مواليد 9 نوفمبر 1985) هو مُقاتل فنون قتالية مختلطة بولندي.

## وصلات خارجية
- مارسين تيبورا على موقع يو إف سي (الإنجليزية)
- مارسين تيبورا على موقع شيردوغ (الإنجليزية)
- مارسين تيبورا على موقع Tapology.com (الإنجليزية)
- مارسين تيبورا على موقع IMDb (الإنجليزية)
- مارسين تيبورا على موقع قاعدة بيانات الفيلم (الإنجليزية)